# 意大利护照
意大利护照（義大利語：Passaporto Italiano）是给意大利居民签发的用于国际旅行的证件，2006年10月26日起开始签发电子护照，有效期根据申请人年龄从3年、5年至10年不等。每名意大利公民同样也是欧盟公民，所以此护照与意大利电子身份证的持有人有前往任何欧盟国家或欧洲经济区国家定居和工作的权利。

## 外观
意大利护照有着和其他欧盟国家护照相似的设计：意大利国徽、代表“护照”意大利文、顶部有欧盟、意大利共和国的意文、，电子护照标识在字样的正下方。目前版本的意大利护照有48页。

### 身份信息页
生物信息在护照的第二页，包括以下信息：
- 护照持有人照片
- 类型
- 签发国编码（ITA）
- 护照号
- 姓
- 名
- 国籍
- 出生日期
- 性别
- 出生地
- 签发机关
- 持证人签名

信息页的结尾是机读区。

### 语言
信息页有意大利语、法语和英语。在护照第6页有其余23种欧洲联盟语言的翻译。

## 签证要求

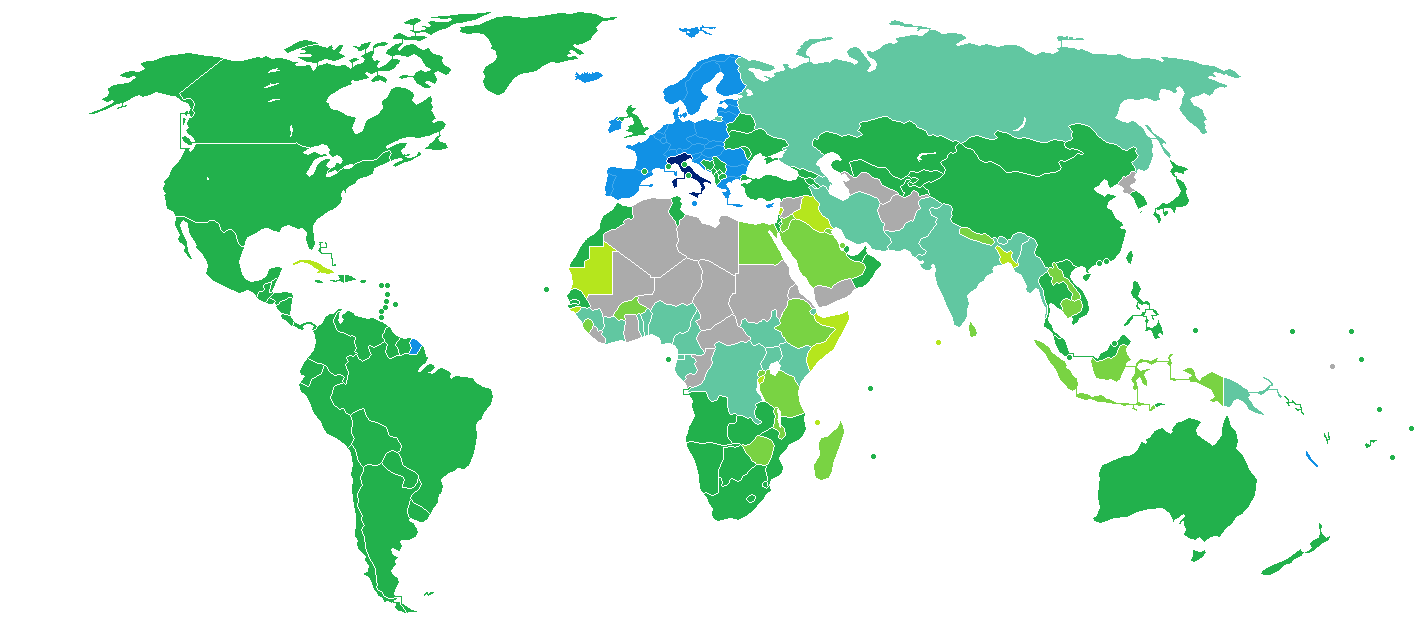
意大利公民的签证要求
意大利
EEA自由旅行区
免签证
落地签
电子签证
落地签（或需网上登记）
须预办签证

根据2025年1月8日发布的亨利护照指数，意大利护照可免签证、落地签证或电子签证入境192个国家和地区，位居世界第3，与芬兰、法国、德国、韩国、西班牙护照并列。

## 图库

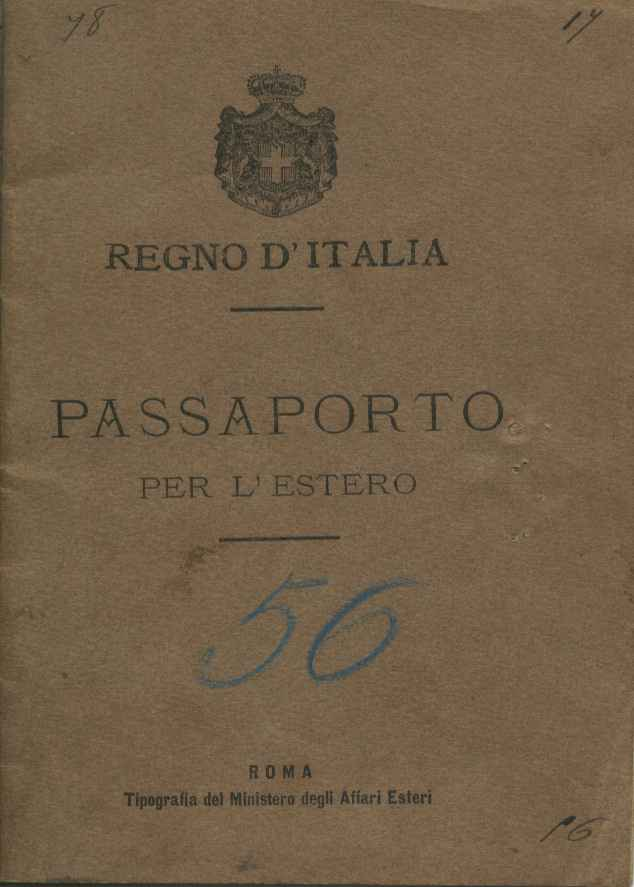
1901年起签发的护照封面
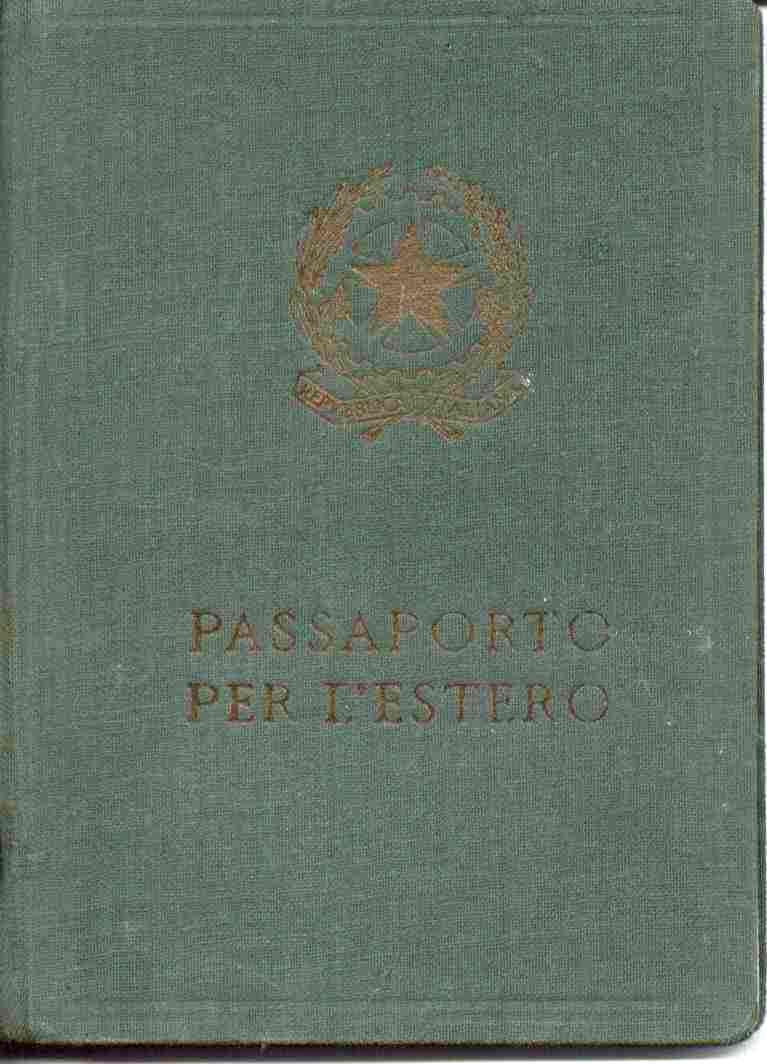
1953年起签发的护照封面
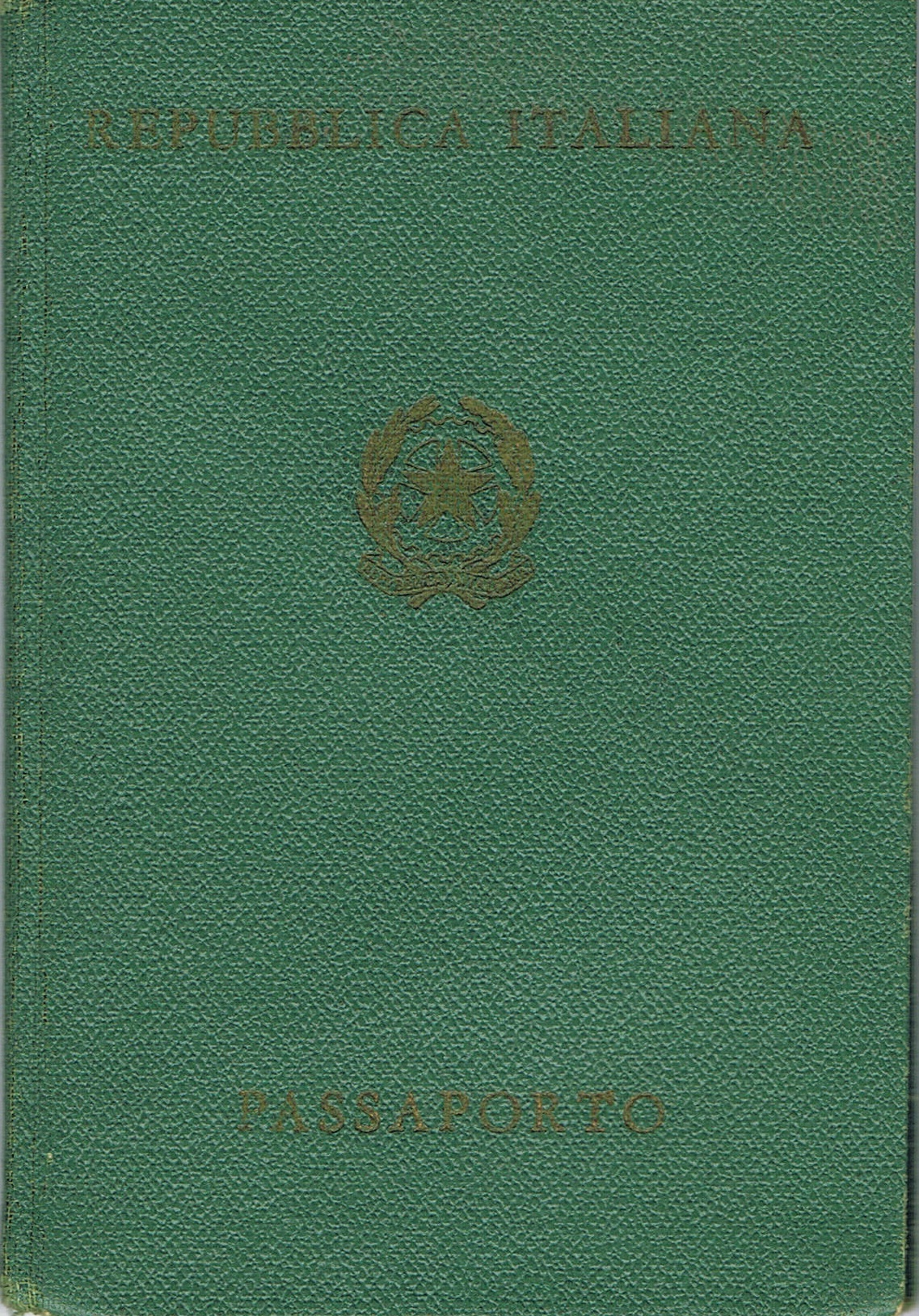
1966年起签发的护照封面
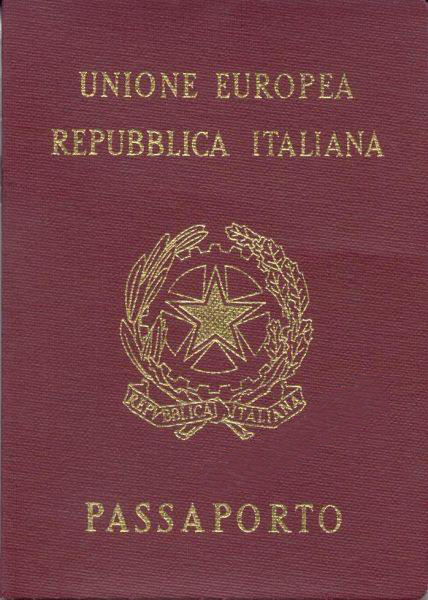
1996年至2006年签发的护照封面